# 22 км (Архангельська область)
22 км (рос. 22 км) — залізничний роз'їзд в Приморському районі Архангельської області Російської Федерації.
Населення становить 2 особи. Входить до складу муніципального утворення Приморське поселення.

## Історія
Від 2004 року входить до складу муніципального утворення Приморське поселення.

## Населення
| 2002 | 2012 |
| ---- | ---- |
| 3    | ↘2   |